# Victor Morven Fortune
Sir Victor Morven Fortune, britanski general, * 1883, † 1949.